# Batoche (circonscription saskatchewanaise)
Pour les articles homonymes, voir Batoche.
Circonscription électorale provinciale du Canada
Batoche est une circonscription électorale provinciale de la Saskatchewan au Canada. Elle est représentée à l'Assemblée législative de la Saskatchewan de 1905 à 1908 et depuis 2002.
Batoche fait partie des 25 circonscriptions initiales suivant la création de la Saskatchewan en 1905. Elle est remplacée lors des élections suivantes en 1908. Celle-ci est reconstituée en 2002.

## Géographie
En 2024, la circonscription comprend :
- Les communautés de Discovery Ridge (en), Aberdeen, Alvena, Cudworth, Wakaw, Wakaw Lake (en), Balone Beach (en), Cudsaskwa Beach (en), Pilger (en), St. Benedict, Middle Lake (en), Meskanaw (en), Crystal Lake (en), Tway (en), Domremy, Domremy Beach (en), Saint Isidore de Bellevue, Duck Lake, Hoey, Saint-Louis, Wingard (en), MacDowall (en), Clouston, Birch Hills, Hagen (en), Brancepeth (en), Miller's Hill et Fir Ridge.
- Les municipalités rurales de Corman Park No 344 (en) (partie), Aberdeen No 373 (en), Grant No 372 (en) (partie), Three Lakes No 400 (en), Hoodoo No 401 (en), Fish Creek No 402 (en), Invergordon No 430 (en), St. Louis No 431 (en), Birch Hills No 460 (en), Prince Albert No 461, Duck Lake No 463 (en).
- Les communautés Premières Nations de Kistapinan 211, Muskoday (en), One Arrow (en), Beardy's 97 and Okemasis 96 (en), Willow Cree (en),
- Le site historique de la bataille de Batoche.

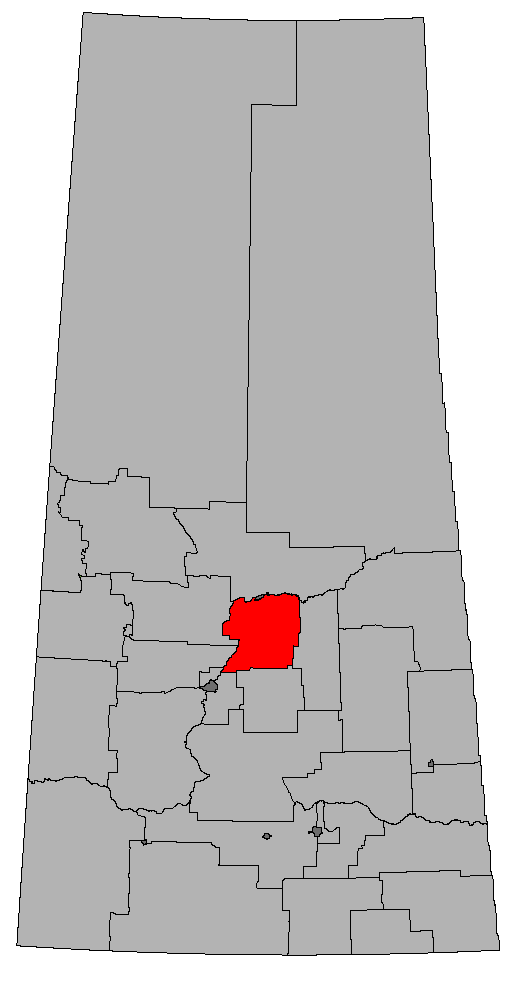
Frontière de la circonscription en 2016.
Frontière de la circonscription en 2022.

## Liste des députés

### 1905-1908
| Parlement                                                                            | Années    | Député  | Député           | Parti   |
| Batoche                                                                              | Batoche   | Batoche | Batoche          | Batoche |
| ------------------------------------------------------------------------------------ | --------- | ------- | ---------------- | ------- |
| 1re                                                                                  | 1905–1908 |         | William M. Grant | Libéral |
| Circonscription abolie parmi Arm River, Saskatoon County, Hanley, Duck Lake et Vonda |           |         |                  |         |

### Depuis 2003
| Parlement | Années | Député | Député | Parti |
| Batoche Nouvelle circonscription issue de Humboldt, Melfort-Tisdale, Prince Albert Carlton, Saskatchewan Rivers, Rosthern et Shellbrook-Spiritwood | Batoche Nouvelle circonscription issue de Humboldt, Melfort-Tisdale, Prince Albert Carlton, Saskatchewan Rivers, Rosthern et Shellbrook-Spiritwood | Batoche Nouvelle circonscription issue de Humboldt, Melfort-Tisdale, Prince Albert Carlton, Saskatchewan Rivers, Rosthern et Shellbrook-Spiritwood | Batoche Nouvelle circonscription issue de Humboldt, Melfort-Tisdale, Prince Albert Carlton, Saskatchewan Rivers, Rosthern et Shellbrook-Spiritwood | Batoche Nouvelle circonscription issue de Humboldt, Melfort-Tisdale, Prince Albert Carlton, Saskatchewan Rivers, Rosthern et Shellbrook-Spiritwood |
| --- | --- | --- | --- | --- |
| 25e | 2003–2007 | | Delbert Kirsch | Saskatchewanais |
| 26e | 2007–2011 | | Delbert Kirsch | Saskatchewanais |
| 27e | 2011–2016 | | Delbert Kirsch | Saskatchewanais |
| 28e | 2016–2020 | | Delbert Kirsch | Saskatchewanais |
| 29e | 2020–2024 | | Delbert Kirsch | Saskatchewanais |
| 30e | 2024–en cours | | Darlene Rowden (en) | Saskatchewanais |

## Résultats électoraux
Depuis 2003
1905-1908